# Meniscoteri
Els meniscoteris (Meniscotherium) són un gènere extint de mamífers condilartres de la família dels fenacodòntids que visqueren a Nord-amèrica durant l'Eocè inferior. Se n'han trobat restes fòssils als Estats Units i Mèxic. Les espècies d'aquest grup eren animals herbívors que pesaven entre 5 i 17 kg, és a dir, eren més petites que Phenacodus. Tenien les dents de tipus selenodont. Feien 60 cm de llargada. La taxonomia dels condilartres és controvertida i hi ha científics que rebutgen aquest ordre com a polifilètic. En cas de ser així, els meniscoteris podrien ser euungulats o afroteris basals.